# Offiong Edem
Offiong Edem (* 31. Dezember 1986 in Calabar) ist eine nigerianische Tischtennisspielerin. Sie nahm an drei Olympischen Spielen teil.

## Werdegang
In ihrer Kindheit spielte Offiong Edem oft Fußball, entschied sich aber schließlich für den Tischtennissport.
2004, 2012 und 2016 qualifizierte sie sich für die Teilnahme an den Olympischen Spielen. 2004 spielte sie nur im Doppelwettbewerb. Hier unterlag sie an der Seite von Cecilia Otu Offiong den Russinnen Galina Melnik/Oksana Fadejewa. 2012 und 2016 war sie nur für den Einzelwettbewerb qualifiziert. 2012 schied sie in der Vorrunde gegen Dina Meshref (Ägypten) aus. 2016 gewann sie gegen Sally Yee (Fidschi) und verlor danach gegen Viktoria Pavlovich (Weißrussland).
Einige Erfolge erzielte Offiong Edem bei Afrikameisterschaften. 2007 holte sie Gold im Doppel mit Cecilia Otu Offiong, 2010 wurde sie mit Nigerias Mannschaft Dritte, 2015 erreichte sie im Teamwettbewerb das Endspiel.
Bei den Afrikaspielen 2007 wurde sie im Doppel mit Cecilia Otu Offiong Erste. 2011 siegte sie im Einzel, Doppel (mit Cecilia Otu Offiong) und Mixed (mit Segun Toriola).